# ستيفن كامبون
ستيفن كامبون (بالإنجليزية: Stephen Cambone)‏ (و. 1952  م) هو أمريكي، ولد في ذا برونكس، هو عضوٌ في الحزب الجمهوري.== التعليم ==
تعلم في الجامعة الكاثوليكية الأمريكية، وClaremont Graduate University.
| المناصب السياسية | المناصب السياسية                                | المناصب السياسية |
| ---------------- | ----------------------------------------------- | ---------------- |
| سبقه             | وكيل وزارة الدفاع لشؤون الاستخبارات 2003 - 2007 | تبعه جيمس كلابر  |